# Антон Маринцељ
Антон Маринцељ – Јанко (Бања Лока, код Кочевја, 10. фебруар 1917 — близина Горњег Ајдовца, код Жужемберка, 26. јануар 1943), учесник Народноослободилачке борбе и народни херој Југославије.

## Биографија
Рођен је 1917. године у Бањој Локи, код Кочевја. након завршене основне школе, радио је као рудар у кочевском руднику мрког угља.
Након окупације Југославије 1941, маја месеца постао је члан одбора Ослободилачког фронта Словеније. Почетком марта 1942, Маринцељ је с групом рудара отишао у партизане у Јужнодолењски одред. Године 1941. постао је члан Комунистичке партије Југославије.
Убрзо је постао командир чете, а затим командант Другог батаљона Кочевског НОП одреда Треће групе одреда. Након формирања Прве словеначке пролетерске бригаде „Тоне Томшич“ почетком јула 1942, Маринцељ је био изабран за борца у јединици и био постављен за команданта Трећег батаљона бригаде.
Био је тешко рањен децембра 1942. године у борби против италијанско-белогардистичких јединица код Полице. Преминуо је од последица рањавања 26. јануара 1943. године у партизанској болници код Жужемберка.
Указом председника Федеративне Народне Републике Југославије Јосипа Броза Тита, 27. новембра 1953. године, проглашен је за народног хероја.